# Kingdom of Desire
Kingdom of Desire is het achtste studioalbum van de band Toto, uitgegeven in 1992. Na het uitgeven van het album stierf Jeff Porcaro, de drummer van de band. Hij werd vervangen door Simon Phillips. Het album was aanzienlijk meer in de richting van de hardrock kant dan de vorige albums van de band en alle nummers werden door Steve Lukather gezongen, wat tot gemengde reacties leidde bij fans en critici.

## Musici
- Steve Lukather - Gitaar en zang;
- David Paich - Toetsen;
- Mike Porcaro - Basgitaar;
- Jeff Porcaro - Slagwerk;
- Steve Porcaro - Synthesizer;
- Joseph Porcaro - Slagwerk;
- Don Menza - Saxofoon;
- Gary Herbigg - Saxofoon:
- Jim Keltner - Slagwerk;
- Chris Trujillo - Slagwerk;
- Chuck Findley - Trompet.

## Composities
1. "Gypsy Train"
2. "Don't Chain My Heart"
3. "Never Enough"
4. "How Many Times"
5. "2 Hearts"
6. "Wings of Time"
7. "She Knows the Devil"
8. "The Other Side"
9. "Only You"
10. "Kick Down the Walls"
11. "Kingdom of Desire"
12. "Jake to the Bone"